# Convoy QP 11

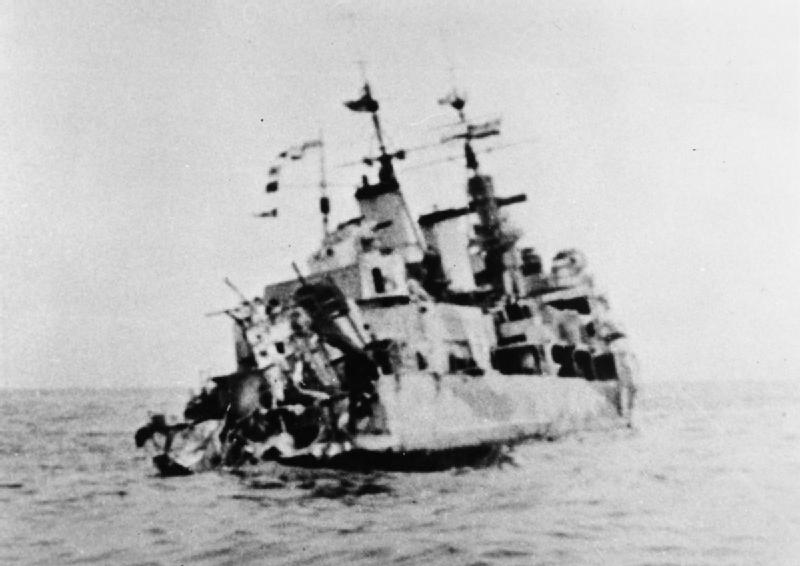
El crucero británico HMS Edinburgh mostrando los daños en su popa tras el ataque del U-456

Convoy QP 11 fue un convoy ártico de la serie PQ/QP que funcionó durante la Segunda Guerra Mundial. Fue el undécimo de la serie numerada de convoyes de barcos mercantes en dirección oeste desde los puertos árticos de Arcángel y Múrmansk hacia el Reino Unido, Islandia y América del Norte. El convoy constaba de trece barcos mercantes, escoltados por dieciocho buques de guerra. El convoy fue atacado por destructores y submarinos alemanes, sufriendo la pérdida de un barco mercante y del crucero ligero HMS Edinburgh. Las fuerzas alemanas perdieron el destructor Z7 Hermann Schoemann.

## Buques
El convoy QP 11 constaba de trece barcos mercantes, en su mayoría británicos o estadounidenses, incluidos cinco barcos que habían sido parte del Convoy PQ 13. El convoy zarpó del puerto soviético de Múrmansk el 28 de abril de 1942. El convoy estaba escoltado por el crucero ligero HMS Edinburgh, los destructores británicos HMS Amazon, Beagle, Beverley, Bulldog, Foresight y Forester, las corbetas Campanula, Oxlip, Saxifrage, and Snowflake y el arrastrero armado Lord Middleton. El HMS Edinburgh no solo servía como escolta, sino que también transportaba veinte millones de dólares en oro, un pago de la Unión Soviética a los Estados Unidos.

## Travesía
El 29 de abril, el convoy fue descubierto por un avión de reconocimiento alemán Ju 88 y por U-boats alemanes. Dos días después de salir de Múrmansk, el convoy fue atacado por varios submarinos. El 30 de mayo, el U-88 y el U-436  atacaron sin éxito el convoy. Más tarde ese mismo día, sin embargo, el U-456 disparó varios torpedos al Edinburgh y consiguió dos impactos directos. Un torpedo golpeó la sala de calderas delantera del crucero, mientras que el otro golpeó la popa del crucero, destruyendo su timón y dos de sus cuatro hélices.
El Edinburgh resultó muy dañado, pero aún a flote. el buque se vio obligado a abandonar el convoy y se dirigió de regreso a Múrmansk, escoltado por los destructores Foresight y Forester. Se enviaron varios buques desde Múrmansk para ayudar al Edinburgh, entre ellos los dragaminas británicos Gossamer, Harrier, Hussar y Niger, los destructores soviéticos Gremyashchy y Sokrushitelny, el barco de guardia soviético Rubin y un remolcador.

### Ataque al convoy
El mando alemán envió a los tres destructores del Zerstörergruppe «Arktis», Z7 Hermann Schoemann, Z24 y Z25 al mando del Kapitän zur See Alfred Schulze-Hinrichs, para atacar el QP 11 y luego hundir el HMS Edinburgh. Los barcos alemanes alcanzaron el convoy la tarde del 1 de mayo. El clima era frío y la nieve y la lluvia intermitentes limitaban la visibilidad. El capitán Schoemann ordenó abrir fuego a las 14:05h. Los cuatro destructores británicos formaron una línea defensiva entre los destructores alemanes y el convoy, y los atacaron a una distancia de unos 10.000 metros. El destructor Amazon fue alcanzado dos veces y severamente dañado. A las 14:30h, una salva de torpedos alemanes golpeó y hundió el carguero soviético Tsiolkovski. A las 17:50h los destructores alemanes se retiraron y dieron la vuelta para ir tras Edinburgh.

### Ataque al HMSEdinburgh
Las fuerzas alemanas encontraron al Edinburgh a 250 millas al este del convoy a las 06:17h del 2 de mayo. El crucero se movía a sólo dos nudos. El crucero estaba siendo escoltado por los destructores británicos Foresight, Forester, los cuatro dragaminas británicos y el Rubin (los destructores soviéticos Gremyaschi y Sokrushitelny habían regresado a Múrmansk para repostar). Los tres destructores alemanes se enfrentaron a los barcos británicos. Debido al daño causado por el U-456, el Edinburgh no pudo maniobrar y solo podía navegar en círculos. Una lluvia de nieve separó al Herman Schoemann de los otros destructores alemanes, por lo que atacó solo a los barcos británicos. Los sistemas de puntería de Edinburgh habían sido destruidos por los ataques de torpedos, pero la tripulación del buque, sin embargo, logró alcanzar y paralizar al destructor alemán Hermann Schoemann.
A las 18:45h llegaron al lugar los destructores aemanes Z24 y Z25. El Z25 alcanzó y deshabilitó al Forester, y luego dañó gravemente al Foresight. Poco después, a las 18:52, una salva de torpedos de uno de los destructores alemanes falló al intentar alcanzar al Foresight y Forester. Pero, uno de los torpedos, de esta salva, continuó su recorrido y golpeó al Edinburgh en el medio de su lado izquierdo, frente al agujero hecho por el torpedo del U-456. Poco después, los barcos alemanes se retiraron, posiblemente porque sobreestimaron la fuerza de los dragaminas británicos.
A las 08:15h, el Z24 rescató a la mayor parte de la tripulación del destructor Hermann Schoemann que todavía estaban en la cubierta y luego lo hundió con un torpedo. Muchos de los sobrevivientes del destructor que estaban en balsas salvavidas fueron rescatados más tarde por el U-88. Mientras tanto, los dragaminas Harrier y Gossamer rescataron a los sobrevivientes del Edinburgh, que luego fue torpedeado por el Foresight.
El resto del viaje del QP 11 vio ataques fallidos al convoy por parte de los submarinos U-589 and U-251. Los doce barcos mercantes supervivientes del convoy llegaron a Islandia el 7 de mayo.

## Lista de buques
| Nombre           | Tonelaje (GRT) | Bandera         | Notas                         |
| ---------------- | -------------- | --------------- | ----------------------------- |
| SS Atheltemplar  | 8,992          | Reino Unido     |                               |
| SS Ballot        | 6,131          | Panamá          |                               |
| SS Briarwood     | 4,019          | Reino Unido     | Buque del Comodoro del Convoy |
| SS Dan-Y-Bryn    | 5,117          | Reino Unido     | Buque del Vicecomodoro        |
| SS Dunboyne      | 3,515          | Estados Unidos  |                               |
| SS El Estero     | 4,219          | Panamá          |                               |
| SS Eldena        | 6,900          | Estados Unidos  |                               |
| SS Gallant Fox   | 5,473          | Panamá          |                               |
| SS Mormacmar     | 5,453          | Estados Unidos  |                               |
| SS Stone Street  | 6,131          | Panamá          |                               |
| SS Trehata       | 4,817          | Reino Unido     | Dañado por el hielo           |
| SS Tsiolkovsky   | 2,847          | Unión Soviética | Hundido                       |
| SS West Cheswald | 5,711          | Estados Unidos  |                               |